# Cantón de Barva
Cantón de Barva är en kanton i Costa Rica.   Den ligger i provinsen Heredia, i den centrala delen av landet, 17 km norr om huvudstaden San José.